# Муниципальный музей изящных искусств Санта-Крус-де-Тенерифе
Муниципальный музей изящных искусств Санта-Крус-де-Тенерифе — художественный музей, расположенный в городе Санта-Крус-де-Тенерифе, административном центре испанских Канарских островов. Музей является муниципальным учреждением культуры, он управляется и финансируется городским советом. Музей занимает здание, построенное в стиле неоклассицизма в 1929 году на месте снесённого францисканского монастыря Сан-Педро (Святого Петра).
Фасад здания украшен десятью бюстами выдающихся деятелей науки и культуры связанных с островом Тенерифе. Это: поэт и драматург Анхель Гимера, поэт Антонио де Виан, инженер Агустин де Бетанкур (работавший в России), грамматик и писатель Хуан де Ириарте, музыкант и композитор Теобальдо Пауэр, художник Валентина Санс (художник) и ряд других.
Музей располагает четырнадцатью залами, в которых, помимо предметов из собственной коллекции экспонируются предметы из коллекции музея Прадо в Мадриде (в частности, около 40 картин фламандских мастеров из примерно 3500, которые имеются в фондах Прадо. Музей располагает работами Питера Кука ва Альста, Яна Брейгеля Старшего, Федерико де Мадрасо, Диоскоро Пуэбла, Хоакина Сорольи, а также местных канарских живописцев: Кристобаля Эрнандеса де Кинтана, Мануэля Гонсалеса Мендеса и других.
Музей ведёт активную просветительскую деятельность: проводит экскурсии для посетителей по своей экспозиции и образовательные экскурсии по городу Санта-Крус-де-Тенерифе, презентации книг, лекции и музыкальные вечера.

## Галерея

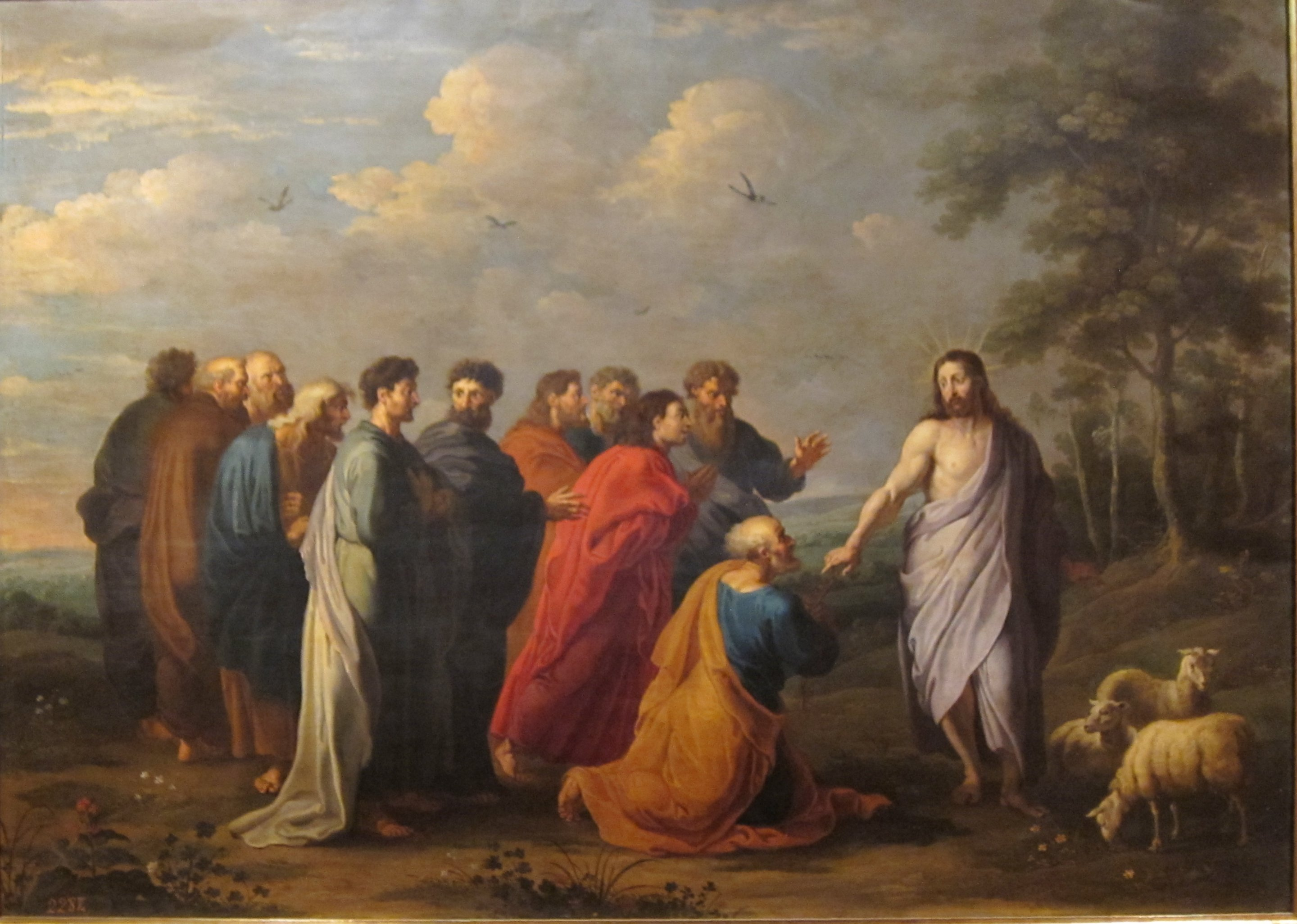
Вручение ключей от рая апостолу Петру Виллема ван Херпа.
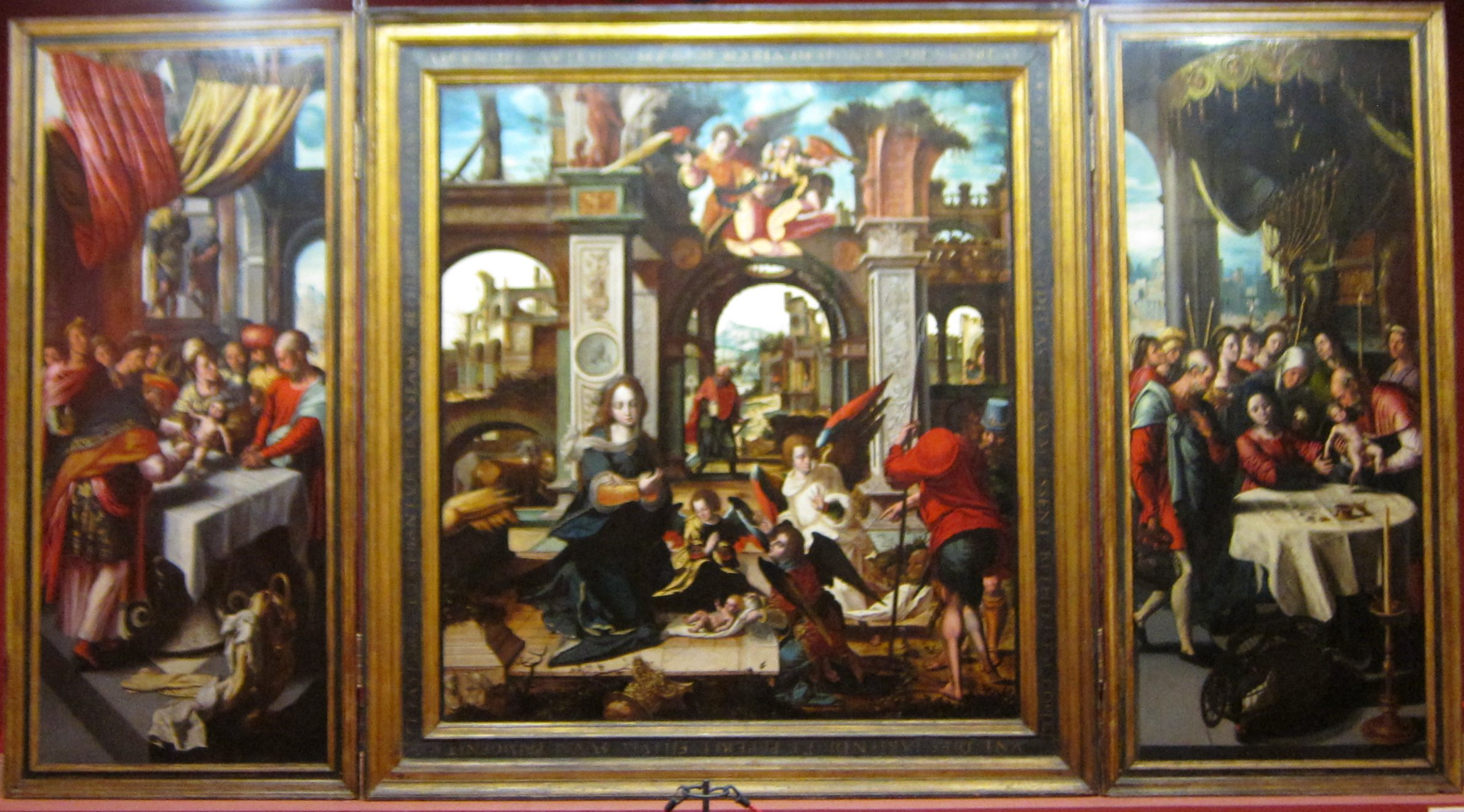
Триптих Нава и Гримона Питера Кука ва Альста
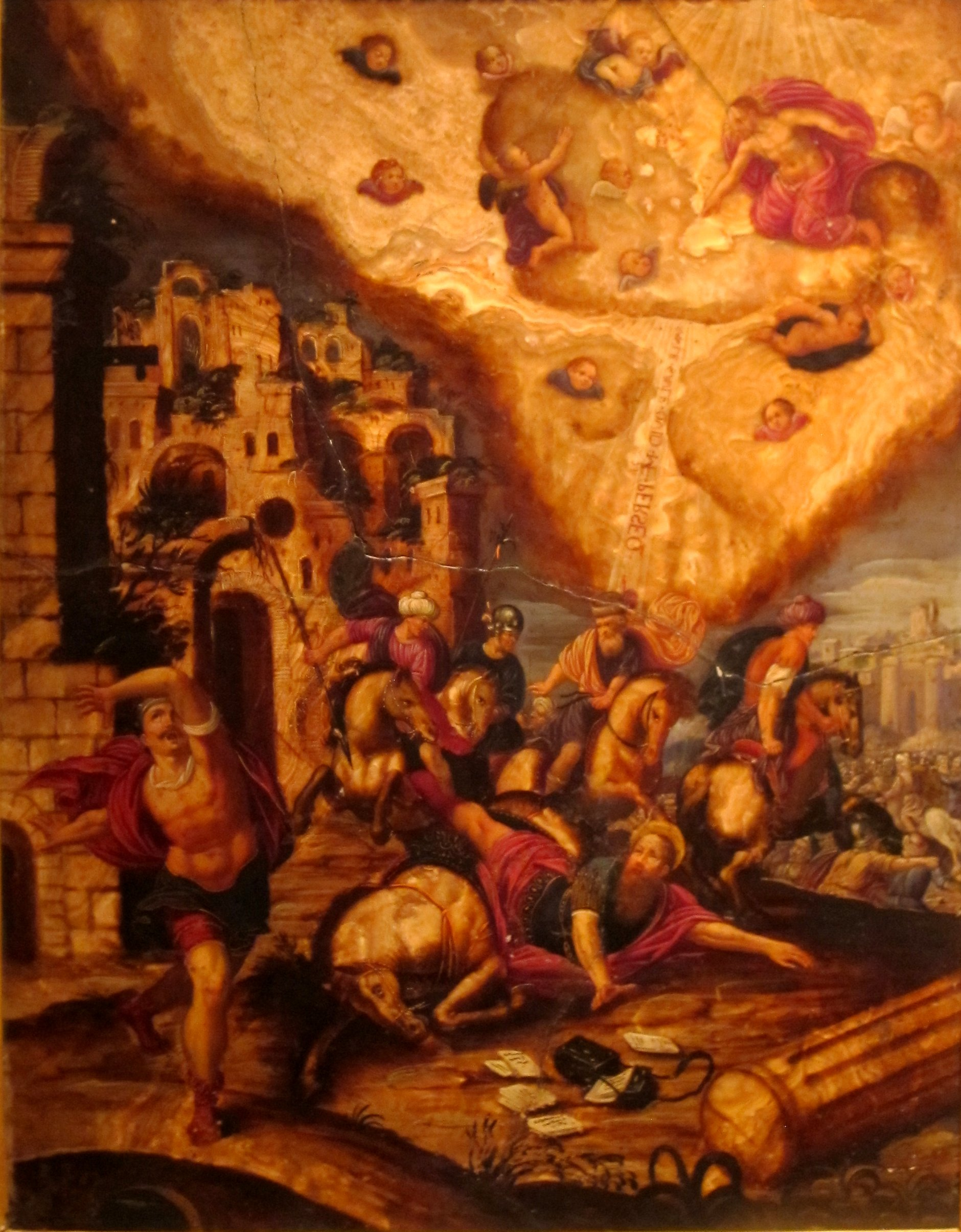
Обращение святого Павла, неизвестный художник XVI века.
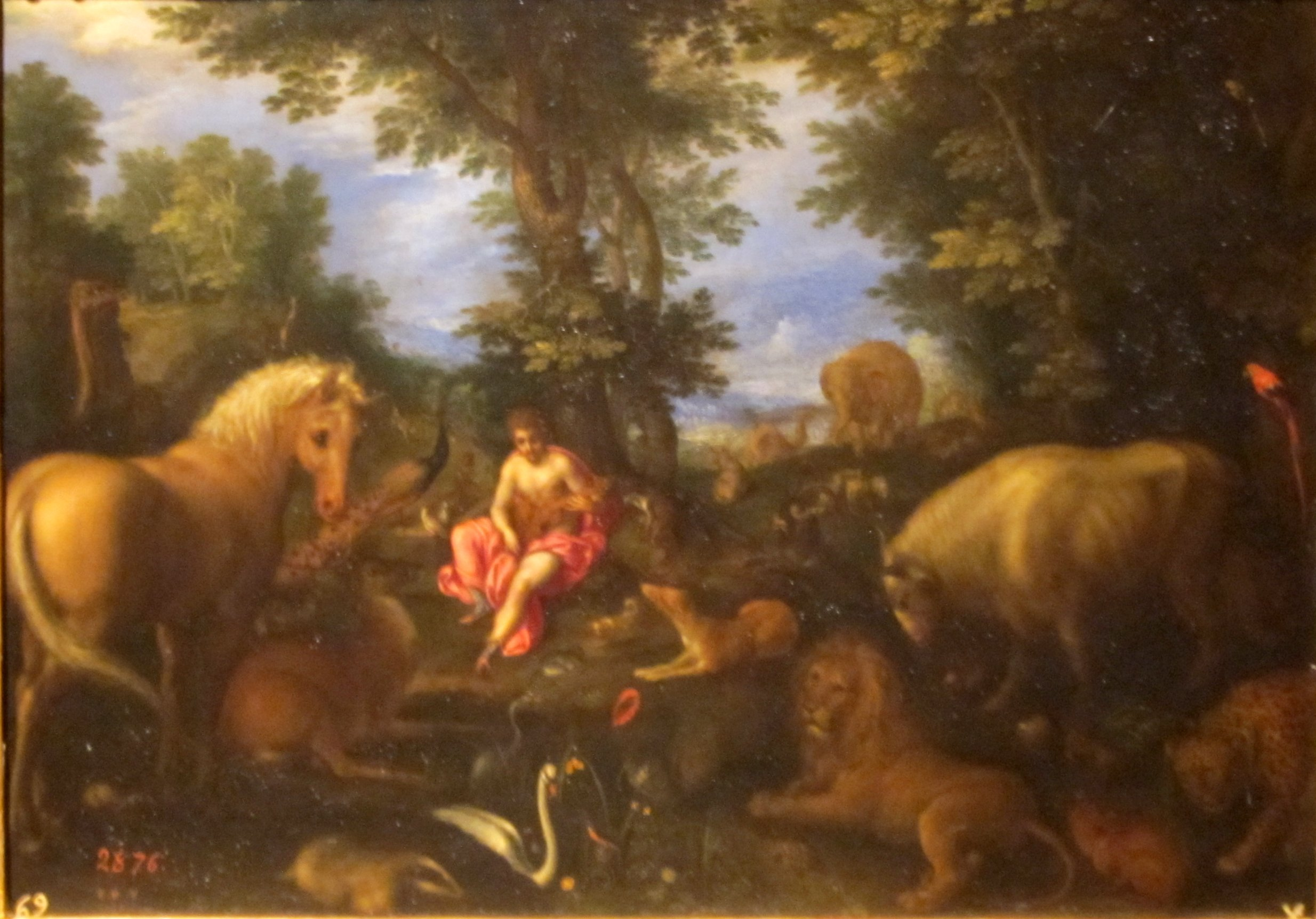
Орфей Яна Брейгеля Старшего.